# まつもと泉
まつもと 泉（まつもと いずみ、本名：寺嶋 一弥〈てらしま かずや〉、1958年10月13日 - 2020年10月6日）は、日本の男性漫画家。富山県高岡市生まれ。富山県立高岡工芸高等学校卒業。

## 経歴

### デビューまで
高校卒業後、ロックミュージシャンを目指して上京する。パートはドラムス。無類のロック好きで、シンガーソングライターの杉真理、ジェネシス、TOTOの大ファンである。しかし、楽譜が読めなかったこともあってミュージシャンは断念し、デザイン専門学校に入学する。
専門学校在学中、高校時代の友人と2人で漫画作品を描き、いくつかの出版社に持ち込みをした。「まつもと泉」のペンネームは、当初はユニットとして、高校時代の同級生の友人と2人で組んで活動を始めたため、それぞれが「松本」「いずみ」と語感の好きな名前を出し合い、そのままでは前者は硬すぎる印象で、後者は女性的な印象なので漢字とひらがなを逆にして決定した。その他の候補では、当時2人でよく打ち合わせに利用していた渋谷駅前の喫茶店名から取った「渋谷パテオ」というのもあったが、却下された。
持ち込みの結果、集英社『週刊少年ジャンプ』編集部の高橋俊昌に認められ、本格的にデビューへの道を歩み出す。1980年代当初、硬派・劇画・スポーツ・ギャグを主軸としていたジャンプでは、売り上げの減少を食い止めるために他誌で人気を博していたラブコメと美少女キャラの要素を取り入れる方向で模索していた。ちょうどその路線に合致するまつもとの絵柄を気に入り、初代担当編集者となった高橋とともに、連載に向けてコンセプトや企画の打ち合わせを重ねつつ、原稿が落ちた『ストップ!! ひばりくん!』（江口寿史）の穴埋め短編漫画や、懸賞ページのイラストなどを描いていた。なお、友人は連載デビューまでの年間のギャラが数万円という経済状況に耐えきれず脱落し、以降はひとりで活動を続ける。

### 連載デビュー
1984年から『きまぐれオレンジ☆ロード』の連載を開始する。それまでのジャンプにはあまり見られなかった絵柄、当時はまだ珍しかったカラースクリーントーンを多用したデザイン性の高いカラーページは注目を集め、瞬く間に人気作品となる。ちば拓や桂正和とともにジャンプでのラブコメ、美少女路線を開拓、読者アンケートでは作中のキャラクターと同年代の10代を中心に男女共にバランスの良い人気を集めた。
影響を受けたマンガ家は、永井豪、山上たつひこ、吾妻ひでお、田村信、江口寿史、高橋留美子など。漫画家の友人は、みやすのんきや清水としみつ、宮崎摩耶など。また、まつもとの姉が雑誌を購入していた少女マンガにも影響を受けており、この分野では、多田かおる、よしまさこ、くらもちふさこなどの女流漫画家の画風とラブコメの要素の影響も受けている。絵柄は、いのまたむつみ、細野不二彦の影響が大きいと述べている。
『きまぐれオレンジ☆ロード』の連載終了後、『せさみ☆すとりーと』を連載する。この作品は、江口寿史の影響が色濃く見られ、イラスト的な手法を取り入れるなど実験的な試行錯誤もなされていた。

### 闘病生活と死
2000年に入ってからは、脳脊髄液減少症（低髄液圧症候群）により漫画家活動ができなくなり、闘病に専念する。『スーパージャンプ』で数年ぶりの新連載の予定があったが、これにより延期となり、結果的には中止となった。また、闘病生活を基にした自伝的な書き下し漫画の計画もあったが、実現することはなかった。さらに、心房細動を発病し心臓の手術をしたことから、イラストや漫画の構想のみに活動が絞られた。
2020年10月6日、入院療養中の病院にて死去。61歳没。

## エピソード
- 『きまぐれオレンジ☆ロード』連載2年目のハードスケジュールの中、体の調子を崩し、1986年後半に5か月ほど連載をストップして休養した。その休養期間中にアニメ化の企画の話が来た[7]。
- 平井和正は『きまぐれオレンジ☆ロード』のファンで愛読していた。1990年代中盤、まつもとの仕事場に平井本人から「『きまぐれオレンジ☆ロード』のアニメと漫画を読んで、とても感銘を受けた」とのファックスが届いた。『きまぐれオレンジ☆ロード』へのオマージュとして平井は小説『ボヘミアンガラス・ストリート』を執筆。何度か実際に会い、電子出版の未来に新しい出版の形態があることに意気投合し、デジタルコミック『COMIC-ON』の制作に至った[8][9]。
- 『きまぐれオレンジ☆ロード』はリアルタイムでストーリーを進行させたため、4年間の連載により主人公である恭介たちは中学3年生から高校3年生になった。翌年は大学生の年となるため、純粋な世界観にすることが難しく連載を続けることが出来ないと思い至ったまつもとは、ジャンプの担当編集者に「連載を終わらせたい」と相談したところ「最終回まで5週で終わらせろ」と言われ、後からさらに「最終回まで3週」に縮まってしまった。自身の本来の構想としては、最終回へとつながる終盤の展開は半年ほどかけて終わりたかったと吐露している。ジャンプ本誌では苦労の末3週につめ込んで終わらせたが、どうしてもページ数が足りなかったので、ジャンプ コミックス単行本最終回に45Pを書き足した[7]。
- 『きまぐれオレンジ☆ロード』で自身が好きなエピソードは、恭介が過去にタイムスリップし、まだ幼いまどかに出会って赤い麦わら帽子を買ってあげる長編エピソードであり[10]、ストーリーが自分の中できちんとまとまったことを理由としている。連載終了から半年後にテレビアニメ版はこのエピソードで最終回を迎えたが、原作の最終回となっていても良かったとのことである。実際の原作連載中はここで終わるつもりで描いてはいなかったが、エピソード最終ページの大きな樹のシーン[11]を描いた時に、アシスタントたちが「先生、これで話が終わるんじゃないの?」と全員シーンと黙ってしまったという[7]。
- 『きまぐれオレンジ☆ロード』の女性キャラクターで一番好きなのは鮎川まどかだと語り、同作を描いている時にはエネルギー比重の70%ぐらいがまどかを描くことに注がれ、「楽しくて辛いけど、描くのに気合が入るし好きで描いていたキャラクター」と述べている。しかし、まどかを描くには、描いては消しを繰り返すためとても時間が掛かるキャラクターでもあり、『きまぐれオレンジ☆ロード』で何が印象に残っているかと問われると「まどかを描いていたこと」と回答した[7]。

## 年表
- 1981年、『週刊少年ジャンプ』のフレッシュジャンプ賞に「LIVE! とってもロックンロール」で佳作入選。
- 1982年、「週刊少年ジャンプ」で読者プレゼントページなどのカットを担当しながら[12]、読切ショート短編『頭狂駅改札寸前』掲載。『フレッシュジャンプ』創刊号に掲載された『ミルク☆レポート』で正式デビュー。フレッシュジャンプ第2号では読切『アトミック梵天先生』掲載[13]。デビュー当初はギャグマンガ志望だったためその路線で描いたが、読者投票での人気が下の方だったため、自身が好きなSFにラブコメを織り交ぜた路線を構想する。
- 1984年、『週刊少年ジャンプ』において『きまぐれオレンジ☆ロード』を連載開始。1987年連載終了。
- 1988年、『スーパージャンプ』初月刊号から『せさみ☆すとりーと』を連載。
- 1993年、竹書房『コミックガンマ』新年号から大倉らいた原作で『BLACK MOON』の作画を担当。
- 1994年、ジャンプJブックスで 寺田憲史との共同原作により小説『新きまぐれオレンジ☆ロード』を制作。
- 1996年、東芝EMI（現：EMIミュージック・ジャパン）と共同でデジタルコミックCD-ROMマガジン『COMIC ON』を発売。プロデュース業と作家陣の一人二役を兼ねる。以降、紙媒体の雑誌からデジタル・メディアでのマンガ制作に発表の場を移す。
- 1999年、同年9月発売のスーパージャンプ別冊『オースーパージャンプ』'99 DREAMING4誌上において、数年ぶりの新作「幕末綿羊娘情史（ばくまつらしゃめんじょうし）」を、近日、連載を開始するとの情報が発表され、あわせて予告編としてカラー4ページの「Introduction[14]」も掲載されたが、原因不明の体調不良により延期となった。
- 2004年7月、上述の体調不良の原因が、4歳の時に遭った交通事故に起因する脳脊髄液減少症（低髄液圧症候群）によるものと判明。まつもとの姉がこの病名と症状を知った時、「弟（まつもと）の症状と同じ」ことに気づいて、まつもとに受診を勧め、検査を受けたところ、上記のとおり診断結果が出された。この病気に効果があるとされているブラッドパッチ（硬膜外自家血注入）治療を受けたことにより、以前より体調は改善されたという。また、これを機に「この病気のことを知らないために、死んでいった人もたくさんいるだろう。漫画の力でこの病気のことを伝えたい」との思いから、闘病生活を基にした自伝的な書き下ろし漫画の準備に取り掛かった[15][16]。
- 2007年10月19日、母校の富山県立高岡工芸高等学校で講演をした。
- 2010年1月10日、『NHKニュースおはよう日本』に出演、自らの持病である脳脊髄液減少症（低髄液圧症候群）や自身の今後の活動に関して語った。
- 2011年7月1日 - 4日、ロサンゼルスで行われた『アニメエキスポ2011』に15年ぶりに参加した[17]。
- 2011年7月21日、若いころからファンだった杉真理のライブを楽しんだ後、知人の紹介で杉と対面を果たし感激。記念撮影をしたことをブログに掲載した[18]。
- 2015年3月26日、心房細動の持病を持っていることを明らかにし、4月3日より8日まで入院して手術を行った[19]。
- 2016年8月27日、同年4月末に駅で男性とぶつかり頭部を強打したことで脳脊髄液減少症が再発したこと、およびこれに伴い3か月間寝たきりの状態で自宅療養をしていたことを、公式サイトで明らかにした。PCなどを操作することが困難であるため、しばらくはそれらには触れず治療に専念するという[20]。
- 2017年11月19日、公私ともに親交のあった鶴ひろみが同月16日に死去したことを受けて、まつもとは療養中の身を押して、自身の公式サイトへ追悼のコメントを掲載した[21]。
- 2018年10月1日、1年1か月ぶりにブログを更新。2年に及ぶ闘病生活を経て活動再開を宣言。
- 2019年2月、杉真理デビュー40周年アルバム『MUSIC LIFE』リリースを記念したスペシャルサイトに祝辞コメントを寄稿[22]。
- 2020年10月6日、入院療養中であった病院で死去。61歳没。脳脊髄液減少症による不定愁訴に苦しみながら復帰に向けて闘病を続けていたが、数年前に手術をした心臓にも不安を抱え、身体が保たなかったという。葬儀は近親者のみで執り行われた[3]。

## 作品リスト
- きまぐれオレンジ☆ロード
- せさみ☆すとりーと(未完）
- 新きまぐれオレンジ☆ロード（小説）
- Graffiti（短編集）
- BLACK MOON（作画）
- カッパ・トゥ・ザ・ティーチャー（原案、監修）
- エンジェルグラフィティ 〜あなたへのプロフィール〜（キャラクターデザイン）
- EE（漫画）
- 幕末綿羊娘情史（構想のみ）[14]
- DIGITAL SHORT CONTENTS（フルカラー短編集）
- GRAPHIC ANTHOLOGY（フルカラー画集）
- 公式ファンブック第1巻「Recurrence」（インタビュー、ネーム集）
- 公式ファンブック第2巻「Orange Blossom」（インタビュー、ネーム集）

## 影響を受けた漫画家
- 永井豪
- 山上たつひこ
- 吾妻ひでお
- 田村信
- 江口寿史
- 高橋留美子
- 多田かおる
- くらもちふさこ
- よしまさこ

## アシスタント
- 萩原一至
- 岡崎武士
- 本多将